# Dennis O’Keefe
Dennis O’Keefe, eigentlich Edward Vance Flanagan, Pseudonym Jonathan Ricks, (* 29. März 1908 in Fort Madison, Iowa; † 31. August 1968 in Santa Monica, Kalifornien) war ein US-amerikanischer Schauspieler.

## Leben
Dennis O’Keefe hatte durch seine ebenfalls als Schauspieler tätigen Eltern schon als Kind Kontakt zum Film. Seit Anfang der 1930er-Jahre arbeitete er unter dem Pseudonym Bud Flanagan in Hollywood als Schauspieler, kam allerdings lange nicht über Statistenrollen heraus. Erst ein kleiner, aber markanter Auftritt in Saratoga brachte ihm 1937 Aufmerksamkeit und einen Studiovertrag mit Metro-Goldwyn-Mayer. Hier erhielt er auch seinen Künstlernamen Dennis O’Keefe. 
Bald kam O’Keefe auch zu Hauptrollen in zahlreichen Filmproduktionen, bei denen es sich häufig um Abenteuerfilme oder Komödien handelte. Düsterer fielen seine Auftritte in den Kriminalfilmen als Polizeiermittler in Geheimagent T (1947) sowie als von seinen Kumpanen betrogener Gangster in Flucht ohne Ausweg (1948) aus. Die beiden unter Regie von Anthony Mann Filme gelten heute trotz ihrer eher bescheidenen Produktionsumstände als kleinere Klassiker des Film noir. Neben vielen B-Movies war O’Keefe in größeren Nebenrollen auch in aufwendigeren A-Produktionen zu sehen, so etwa in Fritz Langs Auch Henker sterben (1942), in dem er den Verlobten der Hauptdarstellerin Anna Lee spielte, und Cecil B. DeMilles Dr. Wassells Flucht aus Java (1944) an der Seite von Gary Cooper. Ab Mitte der 1950er-Jahre konzentrierte er sich vermehrt auf Fernseharbeit und hatte zeitweise seine eigene Fernsehshow, die Denis O’Keefe Show (1959–1960).
Dennis O’Keefe, der ab 1940 mit der Schauspielerin Steffi Duna verheiratet war und einen Sohn hatte, schrieb unter dem weiteren Pseudonym Jonathan Ricks auch Kriminalgeschichten. Bei dem Film noir Angela, die Teufelin von 1955, in dem er neben Mara Lane und Rossano Brazzi auch eine der Hauptrollen spielte, führte er Regie und schrieb das Drehbuch. Es blieb aber seine einzige Regiearbeit beim Film. In den 1960er-Jahren klang seine Karriere mit Gastauftritten in Fernsehserien und Kino-Nebenrollen aus, er starb im August 1968 im Alter von 60 Jahren an Lungenkrebs.

## Filmografie (Auswahl)
- 1932: Eine Scheidung (A Bill of Divorcement)
- 1932: Love Affair
- 1932: Big City Blues
- 1932: Flirt (Huddle)
- 1933: Ich bin kein Engel (I’m No Angel)
- 1933: Sexbombe (Bombshell)
- 1933: Liebe und andere Geschäfte (She Had to Say Yes)
- 1933: Alles für das Kind (A Bedtime Story)
- 1933: Eine Frau vergisst nicht (Only Yesterday)
- 1934: Broadway Bill
- 1934: Ein feiner Herr (Jimmy the Gent)
- 1934: Nebel über Frisco (Fog Over Frisco)
- 1934: Madame Dubarry (Madame Du Barry)
- 1934: Das Mädel aus der Unterwelt (Upperworld)
- 1935: Ich tanz’ mich in dein Herz hinein (Top Hat)
- 1935: Mississippi
- 1935: Das Mädchen, das den Lord nicht wollte (The Gilded Lily)
- 1935: Das Rätsel von Zimmer 309 (One New York Night)
- 1935: Der Mann, der die Bank von Monte Carlo sprengte (The Man Who Broke the Bank at Monte Carlo)
- 1935: Der Jazzkadett (Shipmates Forever)
- 1936: Liebe vor dem Frühstück (Love Before Breakfast)
- 1936: Geliebter Rebell (Beloved Enemy)
- 1937: Maria Walewska (Conquest)
- 1937: Swing High, Swing Low
- 1937: … und ewig siegt die Liebe (History Is Made at Night)
- 1940: Arise, My Love
- 1940: You’ll Find Out
- 1941: Topper 2 – Das Gespensterschloß (Topper Returns)
- 1942: Auch Henker sterben (Hangmen Also Die!)
- 1943: Hi Diddle Diddle
- 1943: The Leopard Man
- 1944: Alarm im Pazifik (The Fighting Seabees)
- 1944: Up in Mabel’s Room
- 1944: Sensationen für Millionen (Sensations of 1945)
- 1945: Hilfe, ich bin Millionär (Brewster’s Millions)
- 1945: Earl Carroll Vanities
- 1945: Oh, Susanne! (The Affairs of Susan)
- 1947: Geheimagent T (T-Men)
- 1947: Frau ohne Moral? (Dishonored Lady)
- 1948: Flucht ohne Ausweg (Raw Deal)
- 1948: Achtung! Atomspione! (Walk a Crooked Mile)
- 1949: Die Herrin von Atlantis (Siren of Atlantis)
- 1949: Abandoned
- 1950: Der Rebell von Mexiko (The Eagle and the Hawk)
- 1950: Einer weiß zuviel (Woman on the Run)
- 1951: Auf Bewährung freigelassen (The Company She Keeps)
- 1951: Die Faust der Vergeltung (Passage West)
- 1953: Der Fälscher (The Fake)
- 1953: Königin von Tahiti (Drums of Tahiti)
- 1954: Die große Masche (Chicago Syndicate)
- 1954: Angela, die Teufelin (Angela) – auch Regie und Drehbuch
- 1955: Die große Masche (Chicago Syndicate)
- 1957: Massaker – Der Galgen muß warten (Dragoon Wells Massacre)
- 1959–1960: The Dennis O’Keefe Show (Fernsehserie, 32 Folgen)
- 1964: The Naked Flame